# Alberndorf im Pulkautal
Alberndorf im Pulkautal – gmina w Austrii, w kraju związkowym Dolna Austria, w powiecie Hollabrunn, w regionie Weinviertel. Według Austriackiego Urzędu Statystycznego liczyła 711 mieszkańców (1 stycznia 2014).